# Cativé
Cativé ist ein Corregimiento des Bezirks Soná in der Provinz Veraguas in Panama. Bei der Volkszählung im Jahr 2023 hatte es 725 Einwohner. Das Corregimiento erstreckt sich über eine Fläche von 136,0 km².

## Bevölkerung
Die folgende Tabelle zeigt die Bevölkerung des Corregimientos Cativé, wie es in den Volkszählungen 2000, 2010 und 2023 erfasst wurde.
| Jahr         | 2000 | 2010 | 2023 |
| ------------ | ---- | ---- | ---- |
| Einwohner    | 890  | 822  | 725  |
| davon Männer | 501  | 460  | 396  |
| davon Frauen | 389  | 362  | 329  |

## Orte
Im Corregimiento Cativé befinden sich folgende Orte:
- Alto de Catecito
- Alto de Los Machos
- Alto La Esperanza
- Carlanche
- Catecito No.2
- Cativé o Nanzal
- Caña Blanca
- El Bajadero
- El Bal
- El Catecito
- El Cedral
- El Cuaco
- El Deslampao
- El Huacal
- El Llano
- El Mamey
- El Remolino
- Huesitales
- La Cureña
- La Divisa
- La Pacora
- La Patriota
- La Pedregosa
- La Peña
- La Pifa Amarilla
- La Pita del Yaya
- Las Cañazas
- Las Culebras
- Las Huacas
- Lombrisal
- Los Pavos
- Los Potreros
- Los Saínos o La Primavera
- San Rafael Arriba